# Adolphe Maillart
Pour les articles homonymes, voir Maillart.
Adolphe Maillart est un acteur français né à Metz le 9 décembre 1810 et mort à Paris le 7 mars 1891.

## Théâtre

### Carrière à la Comédie-Française
- Entrée en 1838.
- Nommé 266e sociétaire en 1847.
- Départ en 1863.

(source : Base documentaire La Grange sur le site de la Comédie-Française)
- 1838 : Isabelle ou Deux jours d'expérience de Virginie Ancelot : Albert
- 1838 : Britannicus de Jean Racine : Britannicus
- 1838 : Tartuffe de Molière : Valère
- 1838 : Eugénie de Beaumarchais : Sir Charles
- 1838 : Un jeune ménage d'Adolphe Simonis Empis : Albert
- 1838 : La Mère coupable de Beaumarchais : Léon
- 1838 : Bajazet de Jean Racine : Bajazet
- 1839 : Le Comité de bienfaisance d'Augustin-Jules de Wailly et Charles Duveyrier : Albert
- 1839 : La Course au clocher de Félix Arvers : Gabriel
- 1839 : Il faut que jeunesse se passe de Michel-Nicolas Balisson de Rougemont : Alexandre
- 1839 : Le Misanthrope de Molière : Clitandre
- 1840 : Henri III et sa cour d'Alexandre Dumas : Henri III[3]
- 1840 : Mithridate de Jean Racine : Xipharès
- 1840 : Cosima ou la Haine dans l'amour de George Sand et Eugène Giraud : Neri
- 1840 :  La Maréchale d'Ancre d'Alfred de Vigny : Monglat
- 1840 : Les Souvenirs de la marquise de V. de Narcisse Fournier et Auguste Arnould : Gustave
- 1840 : Eudoxie ou le Meunier de Harlem de Théaulon de Lambert et Alissan de Chazet : le comte
- 1840 : Japhet ou la Recherche d'un père d'Eugène Scribe et Émile-Louis Vanderburch : Japhet
- 1840 : Lautréamont de Prosper Dinaux et Eugène Sue : Luxeuil
- 1840 : Le Verre d'eau ou les Effets et les causes d'Eugène Scribe : Masham
- 1843 : Phèdre de Jean Racine : Hippolyte
- 1843 : Les Deux ménages de Louis-Benoît Picard, Alexis-Jacques-Marie Vafflard et Fulgence de Bury : Dorsay
- 1843 : Ève de Léon Gozlan : l'officier
- 1844 : Bérénice de Jean Racine : Antiochus (5 fois en 1844)
- 1844 : Un ménage parisien de Jean-François-Alfred Bayard : Louis
- 1844 : Catherine II de Hippolyte Romand : Phédor
- 1844 : Diégarias de Victor Séjour : le roi
- 1844 : L'Héritière d'Adolphe Simonis Empis : d'Aubray
- 1844 : Le Béarnais de Ferdinand Dugué : Henri III
- 1844 : Le Tisserand de Ségovie d'Hippolyte Lucas : Don Julian
- 1844 : La Femme de quarante ans de Hyacinthe-Adonis-Cléon Galoppe d'Onquaire : Silly
- 1845 : Guerrero ou la Trahison d'Ernest Legouvé : Almira
- 1845 : La Cigüe d'Émile Augier : Clinias
- 1846 : Une nuit au Louvre d'Émile-Louis Vanderburch : le comte de Lérac
- 1846 : Nicomède de Pierre Corneille : Attale
- 1846 : Les Spéculateurs d'Armand Durantin et Émile Fontaine : Delmarre fils
- 1846 : Madame de Tencin de Marc Fournier et Eugène de Mirecourt : d'Alembert
- 1846 : Le Nœud gordien de Madame Casamayor : Mauléon
- 1847 : L'Ombre de Molière de Jules Barbier : un poète
- 1847 : Les Vieux de la montagne de Latour de Saint-Ybars : Ismaïl
- 1847 : Notre fille est princesse de Léon Gozlan : le prince
- 1847 : Un poète de Jules Barbier : Pierre
- 1847 : Pour arriver d'Émile Souvestre : Guernet
- 1848 : Le Puff ou Mensonge et vérité d'Eugène Scribe : Albert
- 1848 : Le roi attend de George Sand : Euripide
- 1848 : La Marquise d'Aubray de Charles Lafont : Léon d'Aubray
- 1848 : André del Sarto d'Alfred de Musset : Cordiani
- 1848 : Daniel de Charles Lafont : Daniel
- 1849 : La Corruption d'Amédée Lefebvre : Préval
- 1849 : Le Moineau de Lesbie d'Armand Barthet : Catulle
- 1849 : Adrienne Lecouvreur d'Eugène Scribe et Ernest Legouvé : Maurice de Saxe
- 1849 : On ne saurait penser à tout d'Alfred de Musset : le marquis
- 1849 : Gabrielle d'Émile Augier : Stéphane
- 1850 : Héraclite et Démocrite d'Édouard Foussier : Dorante
- 1850 : Les Amoureux sans le savoir de Jules Barbier et Michel Carré : Primerose
- 1851 : Christian et Marguerite de Pol Mercier et Édouard Fournier : M. d'Origny
- 1851 : Bataille de dames d'Eugène Scribe et Ernest Legouvé : Henri de Flavigneul
- 1853 : Le Lys dans la vallée de Théodore Barrière et Arthur de Beauplan d'après Honoré de Balzac : Félix de Vandenesse
- 1856 : Le Misanthrope de Molière : Alceste